# Zielona masa
Zielona masa, zielonka – nadziemne części roślin pastewnych polowych lub łąkowych przed skoszeniem, lub bezpośrednio po skoszeniu, użytkowane na pasze w stanie świeżym, po wysuszeniu na siano albo po zakiszeniu jako sianokiszonka. Zielona masa jest również przyorywana jako zielony nawóz. Ciężar siana łąkowego stanowi zazwyczaj 1/3 do 1/5 ciężaru zielonej masy. 